# 2004年のスポーツ
< 2004年
- 年度別スポーツ記事一覧

2004年のスポーツでは、2004年（平成16年）のスポーツ関連の出来事についてまとめる。
2004年前後：2003年のスポーツ - 2004年のスポーツ - 2005年のスポーツ

## できごと
下記のスポーツはそれぞれの個別記事を参照すること。
2004年の野球（プロ野球、MLB）、2004年のバレーボール、2004年のバスケットボール、2004年の日本競馬、2004年のNFL
ただし上記に含まれるスポーツのうち、世界的な影響があった事件、一般社会に対しても長期的かつ大きな影響を及ぼした事件や快挙、複数のスポーツに跨る事態等については本項に重複記載する。
- 1月28日 - 韓国検察局は、金雲龍・国際オリンピック委員会副会長を横領・背任収財などの容疑で逮捕した。
- 4月27日 - 国際オリンピック委員会は、テロなどの影響でアテネ五輪が開催できなくなった場合に備え、最大1億7000万ドル（約185億円）を受け取れる損害保険の契約を結んだと発表した。
- 5月18日 - 国際オリンピック委員会は2012年夏季五輪開催地の候補として、ニューヨーク、ロンドン、パリ、マドリード、モスクワの5都市を選出した。
- 6月13日 - 日本プロ野球のオリックス・ブルーウェーブと大阪近鉄バファローズの合併が日本経済新聞にスクープされる。本年のプロ野球再編問題の端緒となった。

- 8月7日 - サッカーのAFCアジアカップ2004・日本が2大会連続3回目優勝。
- 8月13日 - アテネオリンピック開幕（-8月29日）。
- 8月22日 - 第86回全国高等学校野球選手権大会（夏の甲子園）において、駒澤大学附属苫小牧高等学校が北海道勢として史上初の高校野球大会優勝を飾った。
- 9月7日 - ビジェイ・シン（フィジー）が初のゴルフ世界ランキング1位。タイガー・ウッズの世界1位連続保持記録を「264週」で止める。
- 9月16日 - NHLで新労働協約にサラリーキャップ制度の導入を含めるかで労使対立が激化し、経営者側はついにロックアウトに踏み切る。

- 9月17日
  - アテネパラリンピック開幕（-28日）。
  - プロ野球再編問題にからみ、日本プロ野球選手会がプロ野球史上初の土日のストライキを決行。

- 9月26日 - 2004年のJリーグディビジョン2・川崎フロンターレがJ1復帰昇格。
- 10月1日 - メジャーリーグ・シアトル・マリナーズのイチローが、ジョージ・シスラーが1920年に打ち立てたシーズン最多安打記録257本を更新。
- 11月2日 - プロ野球再編問題の結果、パシフィック・リーグに東北楽天ゴールデンイーグルスの参入が決まる。新規球団の参入は50年ぶり。
- 11月20日
  - Jリーグ・浦和レッドダイヤモンズが創立史上初のセカンドステージ優勝。
  - Jリーグディビジョン2・大宮アルディージャが創立初のJ1昇格。
  - JFL・大塚製薬サッカー部が創立初の2連覇。翌年から徳島ヴォルティスとしてJ2参入。
- 11月28日
  - 日本女子ゴルフの最終戦「LPGAツアー選手権」で、不動裕理が宮里藍を振り切って優勝、5年連続の賞金女王に輝く。宮里は本年度に目覚ましい躍進を見せ、賞金ランキング2位になった。
  - JRAの創立50周年記念としてゴールデン・ジュビリー・デーを開催。GI・ジャパンカップダートとジャパンカップの国際招待競走2つを同日に開催。
  - 全日本大学女子駅伝開催。大阪では最後の開催となる。
- 12月11日 - Jリーグチャンピオンシップが行われ、横浜F・マリノスが優勝。J1は翌年から1シーズン制に移行するため、最後のチャンピオンシップ開催となった。
- 12月12日 - トヨタカップが行われ、ポルトガルのFCポルトが優勝。この大会は翌年からFIFAクラブ選手権（現:FIFAクラブワールドカップ）に発展解消され、今回が最後の大会となった。
- 12月24日 - ダイエーからソフトバンクへのプロ野球球団譲渡が承認され、福岡ソフトバンクホークスが2005年から誕生することが決まる。

## 総合競技大会
- 第28回アテネオリンピック（8月13日～29日） - 日本は過去最多となる金16個、銀9個、銅12個、合計37個のメダルを獲得。

| 順                           | 国・地域       | 金 | 銀 | 銅 | 計  |
| ---------------------------- | -------------- | -- | -- | -- | --- |
| 1                            | アメリカ       | 35 | 39 | 29 | 103 |
| 2                            | 中国           | 32 | 17 | 14 | 63  |
| 3                            | ロシア         | 27 | 27 | 38 | 92  |
| 4                            | オーストラリア | 17 | 16 | 16 | 49  |
| 5                            | 日本           | 16 | 9  | 12 | 37  |
| 6                            | ドイツ         | 14 | 16 | 18 | 47  |
| 7                            | フランス       | 11 | 9  | 13 | 31  |
| 8                            | イタリア       | 10 | 11 | 11 | 32  |
| 9                            | 韓国           | 9  | 12 | 9  | 30  |
| 10                           | イギリス       | 9  | 9  | 12 | 30  |
| 詳細はメダル受賞数一覧を参照 |                |    |    |    |     |

- 第12回アテネパラリンピック（9月17日～28日） - 日本は金17個、銀15個、銅20個、合計52個のメダルを獲得。
- 平成16年度全国高等学校総合体育大会（8月1日～24日、島根県）
- 第59回彩の国まごころ国体（冬季スケート・アイスホッケー - 青森県・1月28日～2月1日、冬季スキー - 山形県・2月21日～24日、夏季 - 埼玉県・9月10日～14日、秋季 - 埼玉県・10月23日～28日）
天皇杯順位:優勝 埼玉県、第2位 東京都、第3位神奈川県
皇后杯順位:優勝 埼玉県、第2位 大阪府、第3位愛知県
- 彩の国まごころ大会（埼玉県・11月13日～15日）

## アイスホッケー
- アイスホッケー世界選手権（4月24日～5月9日、 チェコ・プラハ、オストラヴァ）
決勝:  カナダ 5 - 3  スウェーデン
- アイスホッケー女子世界選手権（3月30日～4月6日、 カナダ・ハリファックス、ダートマス）
決勝:  カナダ 2 - 0  アメリカ合衆国
- NHLオールスターゲーム（2月8日、エクセル・エナジー・センター）
イースタン・カンファレンス 6 - 4 ウェスタン・カンファレンス
- NHL・スタンレーカップファイナル（5月25日～6月7日）
タンパベイ・ライトニング（イースタン） 4勝 - 3勝 カルガリー・フレームス（ウェスタン）
- 全日本アイスホッケー選手権大会（2月11日～15日、札幌市月寒体育館）
決勝: コクド 5 - 2 日本製紙クレインズ
- 第1回アジアリーグアイスホッケー（2003年11月15日～1月18日）
優勝: 日本製紙クレインズ（13勝3敗、勝ち点39）
- 第38回日本アイスホッケーリーグ
優勝: コクド（前期・後期とも優勝）

## アメリカンフットボール

### NFL
- AFCチャンピオンシップゲーム（1月18日、フォックスボロ・ジレット・スタジアム）
ニューイングランド・ペイトリオッツ 24 - 14 インディアナポリス・コルツ
- NFCチャンピオンシップゲーム（1月18日、フィラデルフィア・リンカーン・フィナンシャル・フィールド）
カロライナ・パンサーズ 14 - 3 フィラデルフィア・イーグルス
- 第38回スーパーボウル（2月1日、ヒューストン）
ニューイングランド・ペイトリオッツ(AFC) 32 - 29 カロライナ・パンサーズ(NFC)
- プロボウル（2月8日、ハワイ・アロハ・スタジアム）
NFC 55 - 52 AFC

### 日本の大会
- ライスボウル（1月3日、東京ドーム）
立命館大学パンサーズ 28 - 16 オンワードスカイラークス
- ジャパンXボウル（12月18日、神戸ウイングスタジアム）
松下電工インパルス 15 - 6 アサヒビール
- 甲子園ボウル（12月19日、阪神甲子園球場）
立命館大学パンサーズ 38 - 17 法政大学トマホークス

## 競艇
- 第18回新鋭王座決定戦競走（徳山競艇場） : 蜷川哲平
- 第17回女子王座決定戦競走（多摩川競艇場） : 海野ゆかり
- 第39回総理大臣杯競走（福岡競艇場） : 今村豊
- 第5回競艇名人戦競走（住之江競艇場） : 大森健二
- 第31回笹川賞競走（尼崎競艇場） : 上瀧和則
- 第14回グランドチャンピオン決定戦競走（浜名湖競艇場） : 原田幸哉
- 第9回オーシャンカップ競走（若松競艇場） : 田村隆信
- 第50回モーターボート記念競走（蒲郡競艇場） : 今垣光太郎
- 第51回全日本選手権競走（福岡競艇場） : 田頭実
- 第7回競艇王チャレンジカップ競走（児島競艇場） : 田村隆信
- 第19回賞金王シリーズ戦（住之江競艇場） : 太田和美
- 第19回賞金王決定戦（住之江競艇場） : 田中信一郎

## 競馬

### 平地競走
- エプソムダービー（英） : ノースライト（キーレン・ファロン）
- エプソムオークス（英） : ウィジャボード（キーレン・ファロン）
- キングジョージ6世&クイーンエリザベスダイヤモンドステークス（英） : ドワイエン（ランフランコ・デットーリ）
- 凱旋門賞（仏） : バゴ（ティエリ・ジレ）
- ケンタッキーダービー（米） : スマーティージョーンズ（ステュワート・エリオット）
- ブリーダーズカップ・クラシック（米） : ゴーストザッパー（ハビエル・カステリャーノ）
- カルロスペルグリニ大賞（亜） : ファイヤーウォール（ロドリゴ・ブランコ）
- メルボルンカップ（豪） : マカイビーディーヴァ（グレン・ボス）
- ドバイワールドカップ（UAE） : プレザントリーパーフェクト（アレックス・ソリス）

騎手
- エクリプス賞最優秀騎手 : ジョン・ヴェラスケス
- イギリス平地最多勝利騎手 : キーレン・ファロン
- アイルランド平地最多勝利騎手 : ジェイミー・スペンサー
- フランス平地最多勝利騎手 : イオリッツ・メンディザバル

### 障害競走
- チャンピオンハードル（英） : ハーディーユーステス（コナー・オドワイヤー）
- チェルトナムゴールドカップ（英） : ベストメイト（ジム・カロティー）
- グランドナショナル（英） : アンバリーハウス（グラハム・リー）
- パリ大障害（仏） : コキジェット（ティエリ・マジョルクリック）

騎手
- イギリス障害最多勝利騎手 : トニー・マッコイ

### 繋駕速歩（トロット）
- アメリカ賞（仏） : Kesaco Phedo（ジャン=ミシェル・バジール）
- エリトロップ（瑞） : Gidde Palema（Åke Svanstedt）
- ハンブルトニアン（米） : ウィンドソングズレガシー（Smedshammer, Trond ）
- ブリーダーズクラウン・オープントロット（米） : H P Paque（Sears, Brian J.）
- インタードミニオン・トロッター（豪） : Sumthingaboutmaori（Gavin A Lang）

### 繋駕速歩（ペース）
- リトルブラウンジャグ（米） : Timesareachanging（Trond Smedshammer）
- ブリーダーズクラウン・オープンペース（米） : Boulder Creek（Pierce, Ron.）
- インタードミニオン・ペーサー（豪） : Jofess（D Hancock）

### ばんえい
- ばんえい記念 : スーパーペガサス（藤野俊一）

### JRA賞・NAR賞
- 年度代表馬・最優秀4歳以上牡馬 : ゼンノロブロイ（天皇賞（秋）、ジャパンカップ、有馬記念）
- 最優秀2歳牡馬 : マイネルレコルト（朝日杯フューチュリティステークス）
- 最優秀2歳牝馬 : ショウナンパントル（阪神ジュベナイルフィリーズ）
- 最優秀3歳牡馬 : キングカメハメハ（NHKマイルカップ、日本ダービー）
- 最優秀3歳牝馬 : ダンスインザムード（桜花賞、アメリカンオークス招待ステークス2着）
- 最優秀4歳以上牝馬 : アドマイヤグルーヴ（エリザベス女王杯）
- 最優秀父内国産馬 : デルタブルース（菊花賞）
- 最優秀短距離馬 : デュランダル（マイルチャンピオンシップ）
- 最優秀ダートホース・ダートグレード競走最優秀馬 : アドマイヤドン（フェブラリーステークス、帝王賞、JBCクラシック）
- 最優秀障害馬 : ブランディス（第126回中山大障害、中山グランドジャンプ）
- NARグランプリ・JRA賞特別賞 : コスモバルク（皐月賞2着、ジャパンカップ2着）

## 競輪
- 第45回競輪祭朝日新聞社杯争奪競輪王決定戦（小倉競輪場） : 小橋正義
- 第57回日本選手権競輪（静岡競輪場） : 伏見俊昭
- 第55回高松宮記念杯競輪（大津びわこ競輪場） : 松本整
- 第13回寬仁親王牌・世界選手権記念トーナメント（前橋競輪場） : 小橋正義
- 第47回オールスター競輪（西武園競輪場） : 神山雄一郎
- 第20回読売新聞社杯全日本選抜競輪（大垣競輪場） : 内林久徳
- KEIRINグランプリ04（立川競輪場） : 小野俊之

## ゴルフ

### 世界4大大会（男子）
- マスターズ優勝者：フィル・ミケルソン（ アメリカ合衆国）
- 全米オープン優勝者：レティーフ・グーセン（ 南アフリカ共和国）
- 全英オープン優勝者：トッド・ハミルトン（ アメリカ合衆国）
- 全米プロゴルフ優勝者：ビジェイ・シン（ フィジー）

### 世界4大大会（女子）
- クラフト・ナビスコ選手権優勝者：グレース朴（ 韓国）
- 全米女子プロゴルフ優勝者：アニカ・ソレンスタム（ スウェーデン）
- 全米女子オープン優勝者：メグ・マローン（ アメリカ合衆国）
- 全英女子オープン優勝者：カレン・スタップルズ（ イギリス）

### 日本
- 賞金王（男子）：片山晋呉
- 賞金女王：不動裕理

## サッカー

### 日本
- 第83回天皇杯全日本サッカー選手権大会決勝（国立霞ヶ丘競技場陸上競技場・1月1日）
ジュビロ磐田 1 - 0 セレッソ大阪
- ゼロックス・スーパーカップ
ジュビロ磐田  1-1 (PK 4-2) 横浜F・マリノス
- Jリーグ

  - ディビジョン1
    - 第1ステージ（3月13日 - 6月26日）優勝 横浜F・マリノス
    - 第2ステージ（8月14日 - 11月28日）優勝 浦和レッドダイヤモンズ
    - サントリーチャンピオンシップ（12月5日・11日） 年間王者 横浜F・マリノス

  - ディビジョン2 優勝 川崎フロンターレ
  - ナビスコカップ優勝 - FC東京

### 国際
- UEFAチャンピオンズリーグ 2003-04決勝（ ドイツ・ゲルゼンキルヒェン・5月26日）
FCポルト（ ポルトガル） 3 - 0 モナコ（ フランス）
- UEFA欧州選手権2004決勝（ ポルトガル・リスボン・7月4日）
 ギリシャ 1 - 0  ポルトガル
- コパ・アメリカ2004決勝（ ペルー・リマ・7月25日）
 ブラジル 2 - 2  アルゼンチン
- AFCアジアカップ2004決勝（ 中国・北京・8月7日）
 日本 3 - 1  中国
- AFCチャンピオンズリーグ2004決勝（11月24日・12月1日）
アル・イテハド 1 - 3, 5 - 0 城南一和
- トヨタカップ（横浜国際総合競技場・12月12日）
FCポルト（ ポルトガル） 0 - 0 (PK 8 - 7) オンセ・カルダス（ コロンビア）

## テニス

### グランドスラム
- 全豪オープン　男子単優勝：ロジャー・フェデラー（ スイス）、女子単優勝：ジュスティーヌ・エナン・アーデン（ ベルギー）
- 全仏オープン　男子単優勝：ガストン・ガウディオ（ アルゼンチン）、女子単優勝：アナスタシア・ミスキナ（ ロシア）
- ウィンブルドン　男子単優勝：ロジャー・フェデラー（ スイス）、女子単優勝：マリア・シャラポワ（ ロシア）
- 全米オープン　男子単優勝：ロジャー・フェデラー（ スイス）、女子単優勝：スベトラーナ・クズネツォワ（ ロシア）

男子でフェデラーが「16年ぶり」に年間3冠を獲得。女子は全仏オープンのミスキナを皮切りに、3大会連続でロシア勢が優勝した。

### アテネオリンピック
- 男子シングルス　金：ニコラス・マスー（ チリ）、銀：マーディ・フィッシュ（ アメリカ合衆国）、銅：フェルナンド・ゴンサレス（ チリ）
- 女子シングルス　金：ジュスティーヌ・エナン・アーデン（ ベルギー）、銀：アメリ・モレスモ（ フランス）、銅：アリシア・モリク（ オーストラリア）
- 男子ダブルス　金：ニコラス・マスー&フェルナンド・ゴンサレス（ チリ）、銀：ニコラス・キーファー&ライナー・シュットラー（ ドイツ）、銅：マリオ・アンチッチ&イワン・リュビチッチ（ クロアチア）
- 女子ダブルス　金：李婷&孫甜甜（ 中国）、銀：ビルヒニア・ルアノ・パスクアル&コンチタ・マルチネス（ スペイン）、銅：パオラ・スアレス&パトリシア・タラビーニ（ アルゼンチン）

### 日本
- 全日本テニス選手権（有明コロシアム・11月14日～11月21日）
男子シングルス優勝：寺地貴弘
女子シングルス優勝：佐伯美穂

## プロレス
- プロレス大賞MVP　佐々木健介（WJプロレス）
- G1クライマックス優勝　天山広吉（2回目）
- 世界最強タッグ決定リーグ戦優勝　太陽ケア&ジャマール組「RO&D」

## ボクシング

### プロボクシング

#### 日本のジム所属選手の世界戦
詳細はタイトルマッチを参照

### 年間表彰選手
詳細は年間表彰選手を参照

## モータースポーツ

### F1
- ドライバーズチャンピオン：ミハエル・シューマッハ（フェラーリ）
- コンストラクターズチャンピオン：フェラーリ

## ラグビー
- 第83回全国高等学校ラグビーフットボール大会決勝（近鉄花園ラグビー場・1月7日）
啓光学園（大阪第3） 15-0 大分舞鶴（大分）
- 第40回全国大学ラグビーフットボール選手権大会決勝（国立霞ヶ丘競技場陸上競技場・1月17日）
関東学院大学 33-7 早稲田大学
- 第1回マイクロソフトカップ決勝（国立霞ヶ丘陸上競技場・2月22日）
NEC 24-19 東芝府中
- 第41回日本ラグビーフットボール選手権大会決勝（国立霞ヶ丘陸上競技場・3月21日）
東芝府中 22-10 神戸製鋼

## 陸上競技

### 駅伝
- 全日本実業団駅伝
優勝 : 中国電力 4時間47分03秒
- 第80回東京箱根間往復大学駅伝競走
総合優勝 : 駒澤大学 11時間07分51秒
往路優勝 : 駒澤大学 5時間34分34秒
復路優勝 : 駒澤大学 5時間33分17秒
- 全国都道府県対抗駅伝競走大会
男子優勝 : 長野県 2時間20分08秒
女子優勝 : 兵庫県 2時間16分18秒
- 全日本大学女子選抜駅伝競走大会
優勝 : 立命館大学 1時間41分43秒
- 横浜国際女子駅伝
優勝 :  エチオピア 2時間15分46秒
- 出雲全日本大学選抜駅伝競走
優勝 : 日本大学 2時間09分12秒
- 全日本大学駅伝
優勝 : 駒澤大学 5時間18分02秒
- 全日本大学女子駅伝
優勝 : 立命館大学 2時間09分03秒
- 国際千葉駅伝
男子優勝 :  エチオピア 1時間56分57秒
女子優勝 :  エチオピア 2時間11分54秒
- 全日本実業団女子駅伝
優勝 : 三井住友海上 2時間13分17秒
- 全国高校駅伝
男子優勝 : 仙台育英（宮城県） 2時間1分32秒
女子優勝 : 諫早（長崎県） 1時間7分33秒

### マラソン
- 大阪国際女子マラソン
優勝 : 坂本直子（天満屋） 2時間25分29秒
- 別府大分毎日マラソン
優勝 : 武田宏旦（四国電力） 2時間12分2秒
- 東京国際マラソン
優勝 : ダニエル・ジェンガ（ヤクルト） 2時間8分43秒
- びわ湖毎日マラソン兼日本選手権男子マラソン
優勝 : ジョゼ・リオス（ スペイン） 2時間7分42秒
日本選手権者 ： 小島忠幸（旭化成） 2時間8分18秒
- 名古屋国際女子マラソン兼日本選手権女子マラソン
優勝 : 土佐礼子（三井住友海上） 2時間23分57秒
- 北海道マラソン
男子優勝 : ラバン・カギカ（JFE） 2時間12分20秒
女子優勝 : 千葉真子（トヨタ自動織機） 2時間26分50秒
- 東京国際女子マラソン
優勝 : ブルーナ・ジェノベーゼ（ イタリア） 2時間26分34秒
- 福岡国際マラソン
優勝 : 尾方剛（中国電力） 2時間9分10秒
- ロンドンマラソン
男子優勝 : エバンス・ルト（ ケニア） 2時間6分18秒
女子優勝 : マーガレット・オカヨ（ ケニア） 2時間22分35秒
- ボストンマラソン
男子優勝 : ティモシー・チェリガト（ ケニア） 2時間10分37秒
女子優勝 : キャサリン・ヌデレバ（ ケニア） 2時間24分27秒
- ベルリンマラソン
男子優勝 : フェリックス・リモ（ ケニア） 2時間6分44秒
女子優勝 : 渋井陽子（三井住友海上） 2時間19分41秒 - 日本新
- シカゴマラソン
男子優勝 : エバンス・ルト（ ケニア） 2時間6分16秒
女子優勝 : コンスタンティナ・トメスク（ ルーマニア） 2時間23分45秒

## スポーツの賞
- 日本プロスポーツ大賞
大賞 : 朝青龍明徳（大相撲）
殊勲賞 : 松中信彦（野球）、浦和レッドダイヤモンズ（サッカー）、不動裕理（女子ゴルフ）
特別賞 : イチロー（メジャーリーグ）、アテネ五輪自転車チームスプリント銀メダルチーム（伏見俊昭、長塚智広、井上昌己）
最高新人賞 : 宮里藍（女子ゴルフ）
- ローレウス・スポーツ賞
スポーツマン賞 : ミハエル・シューマッハ（ ドイツ、F1）
スポーツウーマン賞 : アニカ・ソレンスタム（ スウェーデン、ゴルフ）
新人賞 : ミシェル・ウィー（ アメリカ合衆国、ゴルフ）
ワールドチーム賞 : ラグビー・イングランド代表
カムバック賞 : ヘルマン・マイヤー（ オーストリア、スキー）

## 誕生
- 3月5日 - 小野光希（埼玉県、スノーボード）
- 4月9日 - 辻井和奏（千葉県、キックボクシング）
- 7月29日 - 須田萌里（大阪府、総合格闘技）
- 8月17日 - 牛奥小羽（愛知県、体操競技）
- 8月24日 - 鍛治茉音（富山県、スノーボード）
- 9月3日 - 大塚一佐（栃木県、アイスホッケー）
- 12月30日 - 太田咲雪（京都府、陸上競技）

## 死去
- 1月5日 - チャールズ・デュマス（アメリカ、陸上競技・走高跳、*1937年）
- 1月14日 - エリック・スタージェス（南アフリカ、テニス、*1920年）
- 1月25日 - フランシナ・ブランカース＝クン（オランダ、陸上競技・短距離、*1918年）
- 1月25日 - 白木義一郎（東京都、野球選手、*1919年）
- 1月31日 - エリナー・ホルム（アメリカ、水泳、*1913年）
- 2月4日 - マルコ・パンターニ（イタリア、自転車レーサー、*1970年）
- 2月22日 - 東出剛（千葉県、競輪、*1964年）
- 2月29日 - 鏡里喜代治（青森県、第42代横綱、*1923年）
- 4月2日 - 竹本貴志（広島県、競馬、*1983年）
- 4月16日 - 安田矩明[1][2]（台湾/鳥取県、陸上競技・棒高跳、*1935年）
- 5月4日 - 新治伸治（東京都、野球、*1941年）
- 5月17日 - 鈴木貴久（北海道、野球、*1963年）
- 6月26日 - 栗田伸一（滋賀県、競馬、*1959年）
- 6月27日 - 鈴木武（兵庫県、野球、*1932年）
- 7月1日 - 高畠康真（岡山県、野球、*1944年）
- 7月22日 - 田舛彦介（山口県、卓球、*1920年）
- 9月28日 - クリストル・クランツ（ドイツ語版）（ドイツ、アルペンスキー、*1914年）
- 9月29日 - リシャール・サンク（フランス、オートバイレーサー、*1970年）
- 10月10日 - ケン・カミニティ（アメリカ、野球、*1963年）
- 10月17日 - レイ・ブーン（アメリカ、野球、*1923年）
- 11月8日 - チャンドラー・ハーパー（アメリカ、ゴルフ、*1914年）
- 11月19日 - ブライアン・トラックスラー（アメリカ、野球、*1967年）
- 11月23日 - 石床幹雄（香川県、野球、*1947年）
- 12月22日 - ダグ・オルト（アメリカ、野球、*1950年）
- 12月26日 - レジー・ホワイト（アメリカ、アメリカンフットボール、*1961年）